# El Mezquite, Doctor Mora
El Mezquite är en ort i Mexiko.   Den ligger i kommunen Doctor Mora och delstaten Guanajuato, i den centrala delen av landet, 240 km nordväst om huvudstaden Mexico City. El Mezquite ligger 2 167 meter över havet och antalet invånare är 337.
Terrängen runt El Mezquite är platt söderut, men norrut är den kuperad. Terrängen runt El Mezquite sluttar söderut. Runt El Mezquite är det ganska tätbefolkat, med 67 invånare per kvadratkilometer. Närmaste större samhälle är San Luis de la Paz, 17,3 km nordväst om El Mezquite. Trakten runt El Mezquite består till största delen av jordbruksmark.